# Cornelius Bundrage
Cornelius Bundrage (ur. 25 kwietnia 1973 w Detroit) – amerykański bokser, aktualny mistrz świata IBF w kategorii lekkośredniej.

## Kariera zawodowa
Karierę zawodową rozpoczął 15 września 1995. Do grudnia 2008 stoczył 33 walki, z których wygrał 29 a cztery przegrał. W tym czasie zdobył tytuł UBA Intercontinental w wadze lekkośredniej i pokonał m.in. byłego mistrza IBF Kassima Oumę z Ugandy oraz Rosjanina Zaurbeka Bajsangurowa przyszłego mistrza WBO.   
W czerwcu 2009 stanął do walki z Izraelczykiem Jurij Formanem będącej eliminacją do pojedynku o tytuł mistrza IBF w wadze lekkośredniej. Walka w trzeciej rundzie została przerwana po nieumyślnym zderzeniu głowami i uznana za ”nie odbytą”. Rok później otrzymał jednak szansę walki o mistrzowski pas IBF. 7 sierpnia 2010 w Saint Louis spotkał się z broniącym tytułu rodakiem Cory Spinksem. Wygrał przez techniczny nokaut w piątej rundzie i w wieku 37 lat został po raz pierwszy mistrzem świata.
W pierwszej obronie tytułu 25 czerwca 2011 spotkał się z Sechewem Powellem. Zwyciężył jednogłośnie na punkty rewanżując się za porażkę z 2005, kiedy przegrał już w 22 sekundzie pierwszej rundy przez techniczny nokaut. Do kolejnej obrony doszło rok później, 30 czerwca 2012. Zmierzył się ponownie z Corym Spinksem (zwyciężył w walce eliminacyjnej Sechewa Powella). Wygrał przez techniczny nokaut w siódmej rundzie, mając przeciwnika na deskach w rundzie pierwszej i trzykrotnie w siódmej. Po raz trzeci w obronie tytułu zmierzył się w Detroit 23 lutego 2013 z rodakiem Ishe Smithem. Po wyrównanym pojedynku przegrał niejednogłośną decyzją sędziów i utracił pas mistrzowski. Od dziewiątej rundy walkę utrudniało mu rozcięcie nad okiem.
Po pokonaniu na początku 2014 r. Joeya Hernandeza, Bundrage został oficjalnym pretendentem do mistrzostwa świata IBF w kategorii lekkośredniej.  11 października zmierzył się z Carlosem Moliną, dla którego była to pierwsza obrona pasa. Molina był ogromnym faworytem, ale Bundrage sprawił niespodziankę, wygrywając wysoko na punkty.
12 sierpnia 2015 w Connecticut przegrał przed czasem w trzeciej rundzie z Jermallem Charlo (22-0, 17 KO)z tracąc tytuł mistrza świata federacji IBF.